# Francesco Ferrucci

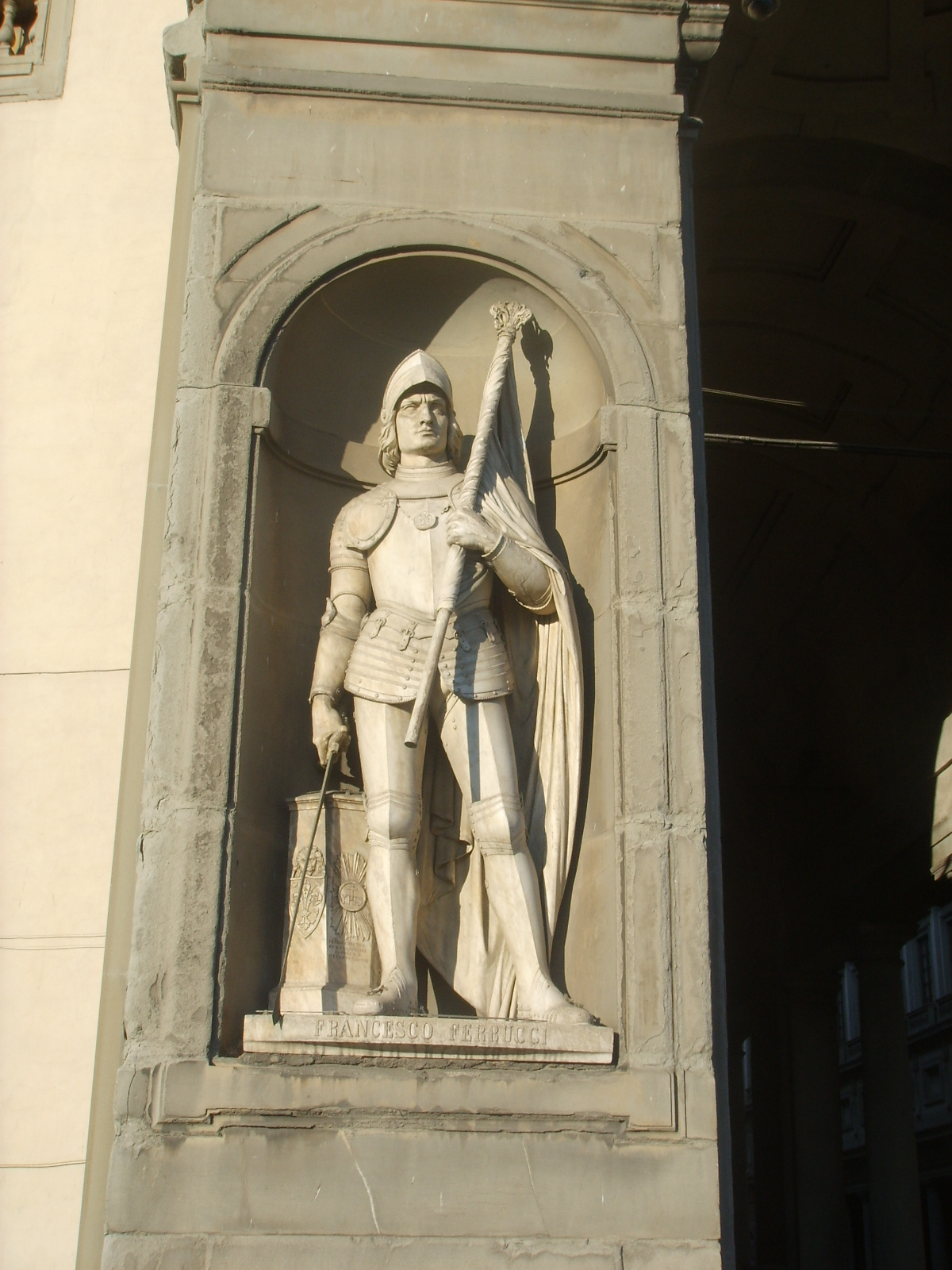
Statue des Francesco Ferrucci am Piazzale degli Uffizi

Francesco Ferrucci (* 1489 in Florenz; † 3. August 1530 in San Marcello Pistoiese) war ein italienischer Heerführer.

## Leben
Ferrucci wurde in Florenz geboren und bekleidete mehrere Verwaltungsposten, ehe er 1527 die vorher von Giovanni de’ Medici geleitete Söldnertruppe Bande Nere übernahm. 1529 wurde Ferrucci florentinischer Gouverneur von Empoli, wobei er Volterra zurückerobern konnte, das sich für Kaiser Karl V. ausgesprochen hatte. Als er gegen Pisa vorrückte, um die Belagerung von Florenz aufzubrechen, hielt ihn die kaiserliche Armee bei Pistoia auf und besiegte ihn in der Schlacht von Gavinana im August 1530. Ferruccio wurde nach der Schlacht von Fabrizio Maramaldo getötet.

## Mythos
Der Mythos von Francesco Ferrucci wurde von den italienischen Schriftstellern und Dichtern des 19. Jahrhunderts begründet. 1847 schrieb Goffredo Mameli das Studentenkampflied Fratelli d’Italia, Nationalhymne Italiens (1946), darin wird Ferrucci erwähnt.